# Cónclave de 1958
El cónclave de 1958 fue convocado tras la muerte de Pío XII, ocurrida el 9 de octubre de 1958 en Castel Gandolfo, después de 19 años de pontificado. El cónclave para elegir a su sucesor comenzó el 25 de octubre y terminó tres días más tarde, el 28 de octubre, después de once votaciones. Los cardenales electores escogieron al patriarca de Venecia, Angelo Roncalli como nuevo papa, que adoptó el nombre de Juan XXIII para su pontificado.

## El cónclave y lospapables
El cónclave se desarrolló entre el 25 de octubre y el 28 de octubre, en la Capilla Sixtina del Vaticano. En ausencia del popular Giovanni Battista Montini (quien en 1963 se convertiría en el papa Pablo VI, pero que aún no había sido proclamado cardenal), los papables fueron, los cardenales Giuseppe Siri, arzobispo de Génova, y Giacomo Lercaro, arzobispo de Bolonia.
Debido a que Pío XII había celebrado solamente dos consistorios durante su pontificado (en 1946 y 1953), el Colegio Cardenalicio tuvo, notablemente, pocos miembros. Según la constitución Postquam verus ille, establecida el 3 de diciembre de 1586 por Sixto V, el límite máximo de cardenales participantes en el cónclave era de setenta, pero en 1958 había solo 53 cardenales, doce de los cuales habían sido proclamados por el papa Pío XI. 
Debido a las restricciones de viaje impuestas por los gobiernos comunistas, los cardenales József Mindszenty y Aloysius Stepinac no pudieron viajar a Roma, por lo que únicamente participaron 51 cardenales, siendo necesaria una mayoría de 35 votos.
Además, quedó acreditado antes de la muerte del papa Pío XII, que incluso las personas excomulgadas serían elegibles, no solo para el Colegio Cardenalicio, sino también para ser papa. Esto incluía la posibilidad de que herejes secretos, apóstatas y masones sean elegidos papas de forma válida, aunque ilícita. 
De esta forma, quien recibiera la pena de excomunión latae sententiae no implicaría que todos sus decretos y ordenaciones por sucesión apostólica fueran nulos, evitando provocar la anarquía en la Iglesia. Así, el hipotético papa excomulgado tendría derechos jurídicos sobre la Iglesia universal en la tierra (con autoridad disciplinaria, gubernamental y de enseñanza magisterial), pero no a nivel místico, pues estaría separado del cuerpo místico de Cristo.

"Ninguno de los Cardenales puede en modo alguno, ni con pretexto o razón de excomunión, suspensión o interdicto alguno, ni de cualquier otro impedimento eclesiástico, ser excluido de la elección activa y pasiva del Sumo Pontífice. Por la presente suspendemos dichas censuras únicamente para los fines de dicha elección; en otras ocasiones deben permanecer en vigor."
Papa Pío XII, Constitución Apostólica "Vacante Sede Apostolis" (8 de diciembre de 1945), §34

## La elección
Pío XII, hasta ese momento, había sido el papa con el pontificado más largo del siglo XX, puesto que el papa León XIII, a pesar de morir a principios de siglo, comenzó y desarrolló la mayor parte de su reinado en el siglo XIX. Muchos interpretaron la selección de un cardenal de 77 años de edad, como la elección de un "Papa de transición", cuyo pontificado durara pocos años.
A diferencia del cónclave anterior, donde Eugenio Pacelli era el gran favorito, en el cónclave de 1958 había varios papables pero ningún favorito. Los principales candidatos, además de Siri y Lercaro eran los cardenales Valerio Valeri, Alfredo Ottaviani, Ernesto Ruffini y el patriarca de Cilicia, el armenio Gregorio Agagianian. Sin embargo, el hecho de no ser italiano le jugaba en contra de Agagianian, y a Siri su corta edad le coartó el camino al trono pontificio.
El cónclave comenzó en la tarde del 25 de octubre de 1958, y se extendió por tres días y once votaciones. La disputa fue muy reñida entre Roncalli y Agagianian. El propio Roncalli dijo más tarde: «En el cónclave, nuestros dos nombres iban arriba y abajo en las votaciones como garbanzos en agua hirviendo». El ganador, inesperado, fue finalmente Angelo Roncalli. Con su elección se convirtió en el segundo patriarca de Venecia en ser elegido papa, siendo el primero Pío X y el tercero Albino Luciani, que se adoptó el nombre papal de Juan Pablo I en 1978.
Roncalli aceptó la elección y escogió llamarse Juan XXIII. Sus casi cinco años de pontificado estuvieron determinados por un acontecimiento decisivo: la convocatoria del Concilio Vaticano II.